# Parallelia consobrina
Parallelia consobrina är en fjärilsart som beskrevs av Achille Guenée 1852. Parallelia consobrina ingår i släktet Parallelia och familjen nattflyn. Inga underarter finns listade i Catalogue of Life.